# Санта-Изабел (Лиссабон)
Санта-Изабел (порт. Santa Isabel) — район (фрегезия) в Португалии, входит в округ Лиссабон. Является составной частью муниципалитета Лиссабон. Находится в составе крупной городской агломерации Большой Лиссабон. По старому административному делению входил в провинцию Эштремадура. Входит в экономико-статистический субрегион Большой Лиссабон, который входит в Лиссабонский регион. Население составляет 7270 человек на 2001 год. Занимает площадь 0,62 км².
Покровителем района считается Райнья-Санта-Изабел (порт. Rainha Santa Isabel).